# PTM-3

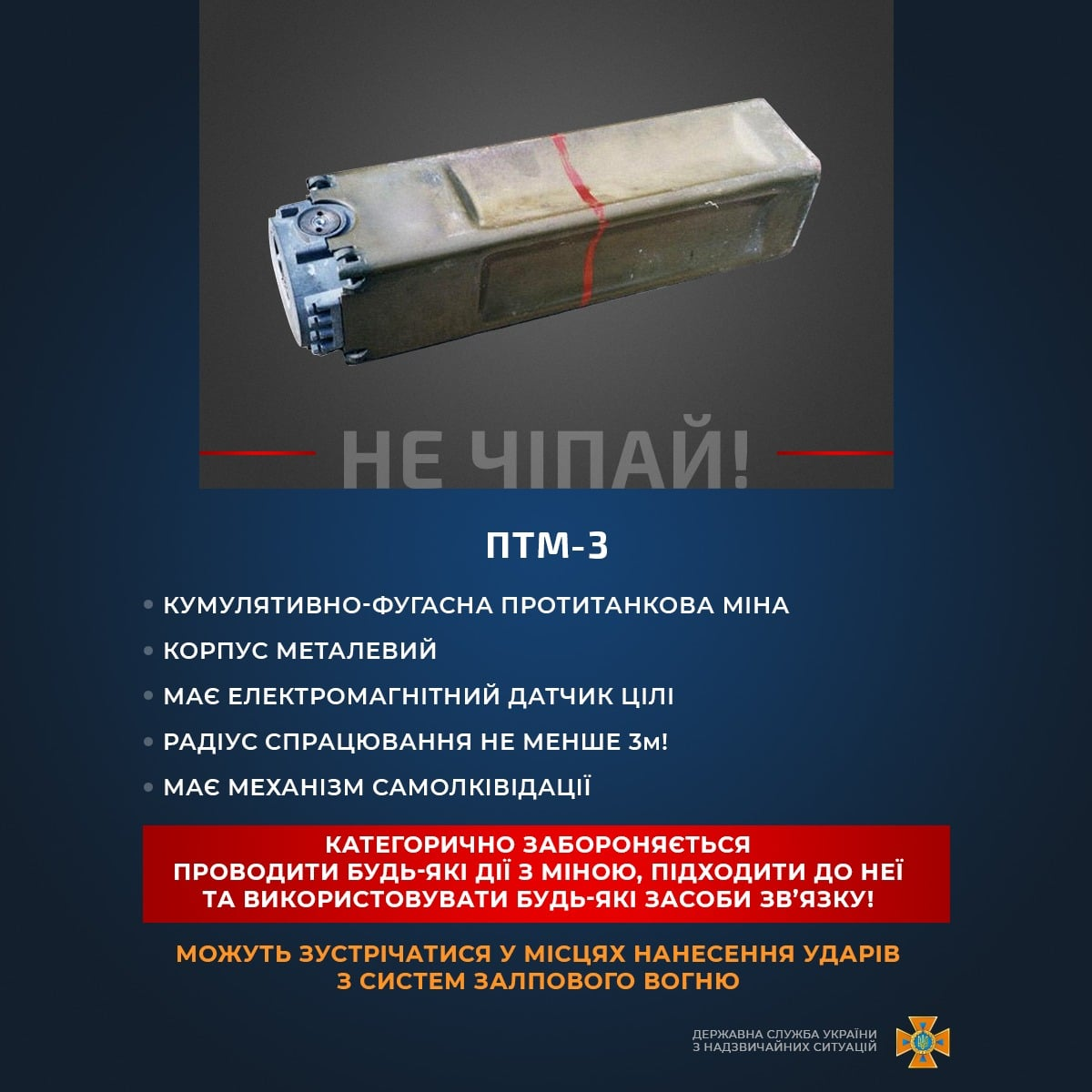
Affiche d’information des forces armées ukrainiennes sur la PTM-3.

La PTM-3 (en russe : ПТМ-3, acronyme de ПротивоТанковая Мина-3) est une mine antichar soviétique dispersable à charge auto-destructive,. Le boîtier de la mine est constitué d’un corps en acier estampé avec des encoches sur le côté. Les encoches permettent à la mine de produire un effet de charge creuse sur cinq côtés : quatre sur les côtés et un sur la face d’extrémité. La mine possède deux étages d’armement, pyrotechnique et mécanique, et dispose d’une fusée à influence magnétique BT-06 (en russe : БТ-06) fonctionnant sur batteries,,. La mine peut être placée à l’aide du BM-30 Smertch (9M55K4), du BM-27 Ouragan (9M59), du BM-21 Grad (9M22K) MLRS, du système de pose de mines monté sur hélicoptère VSM-1, de la machine à miner à distance UMZ (en russe : УМЗ) ou du kit de minage portable PKM (en russe : ПКМ, pour Переносной К омплект Минирования). Elle ne peut pas être placée manuellement et ne doit être placée qu’à l’aide des systèmes de minage à distance énumérés ci-dessus.

## Mode d’action
La mine peut être déployée sur le sol à l’aide de divers systèmes de pose de mines utilisant des cassettes KPTM-3, chacune contenant une mine PTM-3,. Une corde est attachée au corps de la cassette et à la goupille de la mine. Une fois la cassette éclatée, la corde tire sur la goupille de la mine, complétant ainsi l’étape mécanique de l’armement. Elles peuvent également être déployées par des drones.
Lorsqu’elle est au sol, la fusée se met en « position de combat » lorsque le temps d’épuisement du modérateur pyrotechnique s’est écoulé. Le processus d’armement prend généralement 60 secondes après le déclenchement du capteur thermique,,.
Lorsqu’un véhicule blindé passe au-dessus de la mine, la fluctuation du champ magnétique déclenche la mine. La charge creuse créée à la suite de l’explosion pénètre dans le char et tue l’équipage à l’intérieur ou endommage les systèmes du char.
En raison de sa grande sensibilité aux changements du champ magnétique, la mine peut être déclenchée par des fantassins à pied, en plus des véhicules. Si aucune cible n’a été détectée, la mine s’autodétruit à la fin de la période d’auto-destruction.

## Destruction
Les mines PTM-3 installées ne peuvent pas être enlevées par déminage. Les mines s’autodétruisent 16 à 24 heures après leur déploiement. Si une mine ne s’est pas autodétruite à l’issue du délai d’auto-destruction fixé, elle est détruite à l’aide d’une charge explosive déclenchée à distance pesant 0,2 à 0,4 kg placée à côté de la mine. Il est interdit de détruire les mines PTM-3 avant l’expiration de la période d’auto-destruction, car la mise en place de la charge explosive pourrait déclencher la mine. Si la mine doit absolument être neutralisée avant l’expiration de la période d’auto-destruction, elle peut être détruite par des tirs de mitrailleuses, de préférence montées sur un véhicule blindé.

## Spécifications
- Masse[1],[2]
  - Charge : 1,8 kg de TG-40 (60% / 40% de RDX/TNT)
  - Déployée : 4,9 kg
  - Assemblage complet : 8,5 kg
- Dimensions : 330 x 84 x 84 mm[1],[2]
- Délai d’auto-destruction : 16 à 24 h (dépend des conditions météorologiques)[1],[2]
- Plage de température d’utilisation : -40 à +50 °C[1]
- Durée de conservation : 10 ans[1]